# Oliarus massaica
Oliarus massaica är en insektsart som beskrevs av Jacobi 1910. Oliarus massaica ingår i släktet Oliarus och familjen kilstritar.
Artens utbredningsområde är Tanzania. Inga underarter finns listade i Catalogue of Life.